# 3月8日
3月8日（さんがつようか）は、グレゴリオ暦で年始から67日目（閏年では68日目）にあたり、年末まであと298日ある。

## できごと

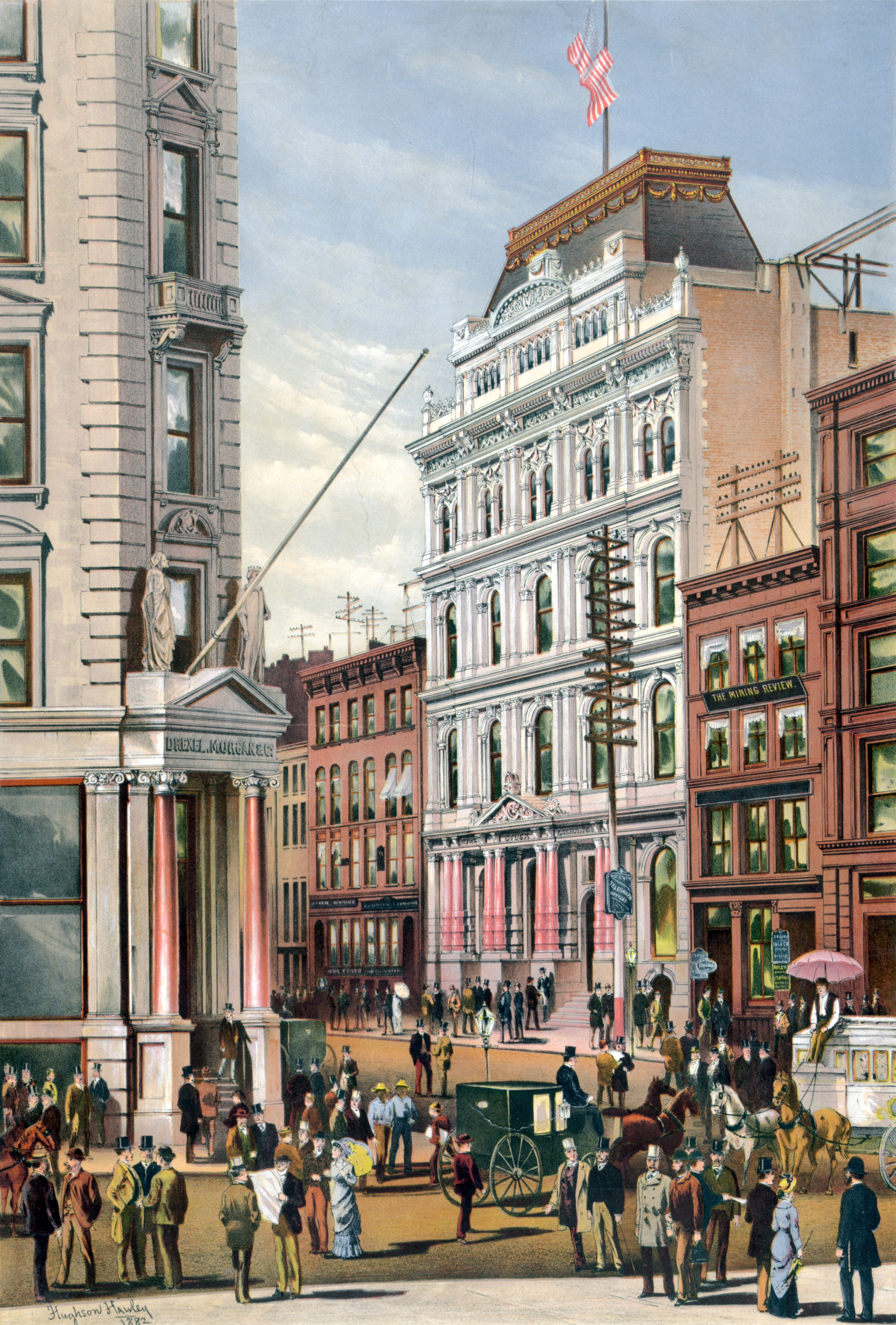
ニューヨーク証券取引所発足(1817)。画像は1882年の NYSE

- 161年 - 第16代ローマ帝国皇帝マルクス・アウレリウス・アントニヌスとルキウス・ウェルスが即位
- 1669年 - イタリアのシチリア島にあるエトナ火山が噴火。主に溶岩流により、約1万人が死亡。
- 1702年 - アンがイングランド・スコットランド・アイルランド女王に即位。
- 1801年 - ジェームズ・フィンレイ（英語版）がアメリカ・ペンシルベニア州に初の近代吊橋・ジェイコブズ・クリーク橋（英語版）を建設。
- 1817年 - ニューヨーク証券取引所が発足する。
- 1844年 - オスカル1世がスウェーデン・ノルウェー王に即位。
- 1862年 - 南北戦争: ハンプトン・ローズ海戦が始まる。
- 1868年（慶応4年2月15日） - 堺事件が起こる。
- 1891年 - 2月に竣工した日本ハリストス正教会の東京復活大聖堂（ニコライ堂）で、成聖式が執り行わる。
- 1900年 - フランスの旅行ガイドブック『ギド・ミシュラン』が創刊。
- 1903年 - 東京・神田で「萬世橋（万世橋）」が架橋。昌平橋の仮木橋の場所に架けられたため、新万世橋と呼ばれた。1930年（昭和5年）に現在のアーチ橋に架け替えられた。
- 1904年 - ニューヨークで婦人参政権を求めるデモ、後にこの日が国際女性デーとなる。
- 1908年 - 新潟市内で大火。1198戸焼失。住家のほか銀行や会社、小学校も焼失した[1]。
- 1909年 - 日本で、それまでのメートル法・尺貫法に加えヤード・ポンド法も公認した改正度量衡法公布。
- 1914年 - 上野で開催された「東京大正博覧会」で、日本初のエスカレーターが設置され、試験運転が実施される。エスカレーターは、現在の上野東照宮南東側、東照宮に上る階段の場所に設置された。
- 1917年（ユリウス暦2月23日） - 3月3日のロシアの首都ペトログラードでのストライキが全市に拡大。2月革命の始まり。
- 1922年 - 史蹟名勝天然紀念物保存法により、天橋立、三保松原、偕楽園が国の名勝に指定される。
- 1923年 - 赤瀾会が国際女性デー（当時は国際婦人デー）に日本初の記念集会を開く。
- 1935年 - 渋谷駅東口で、息途絶えた忠犬ハチ公が見つかる[2][3]。
- 1936年 - デイトナビーチで世界初のストックカーレースが行われる。
- 1942年 - 第二次世界大戦で、日本軍がラングーンを占領する。
- 1944年 - 第二次世界大戦: インパール作戦が始まる。
- 1947年 - 国際通貨基金（IMF）が業務を開始する。
- 1947年 - 戦後初の国際婦人デー、開始。
- 1949年 - 近鉄山田線松阪駅構内で電車が炎上。乗員・乗客8人が死亡、重軽傷28人[4]。
- 1954年 - 日米相互防衛援助協定（MSA協定）が調印される。
- 1957年 - シナイ半島とガザ地区からのイスラエル軍撤退完了後、閉鎖されていたスエズ運河が再開される[5]。
- 1957年 - ガーナが国連に加盟[6]。
- 1963年 - シリアでクーデターが起こりバアス党が実権を掌握する。
- 1966年 - アイルランドの首都ダブリンのネルソン記念柱（英語版）がIRA暫定派によって爆破される。
- 1969年 - 東京都板橋区仲宿の都営地下鉄三田線工事現場跡でガス爆発事故が発生。付近の5棟8世帯が全半焼し、住民5人が死亡[7]。
- 1974年 - パリのシャルル・ド・ゴール国際空港が開港。
- 1982年 - 具志堅用高が世界王座の14回目の防衛に失敗。
- 1983年 - 米大統領 ロナルド・レーガンが一般教書演説でソビエト連邦を「悪の帝国」と呼んで非難。
- 1985年 - 芦屋市幼児誘拐事件。
- 1989年 - 法廷メモ訴訟の最高裁判決。法廷内での傍聴人のメモは原則自由とする初めての判断。
- 1992年 - 瀬戸内海サメ騒動: 愛媛県松山市堀江町沖の瀬戸内海で、タイラギの潜水漁をしていた潜水士の男性がサメに襲われて行方不明になる事故が発生[8]。後にAは体長約5 mのホホジロザメに襲われ[9]、死亡したと認定された[10]。
- 1997年 - JR東西線開業。
- 2000年 - 東京都目黒区の中目黒駅近くにて、営団地下鉄（現：東京地下鉄）日比谷線の脱線事故。5人が死亡。60人以上が負傷。（営団日比谷線脱線衝突事故）
- 2004年 - イラク統治評議会が新憲法に署名。
- 2006年 - ニューヨーク証券取引所の持株会社「NYSEグループ」が株式を上場、67ドルの上場初値を付ける。
- 2008年 - 北関東自動車道・伊勢崎IC〜太田桐生IC間が開通。
- 2014年 - マレーシア航空370便墜落事故。
- 2018年 - チリ、サンティアゴで日本など11ヶ国が環太平洋パートナーシップ協定（TPP11）に署名[11]。

## 誕生日

### 人物

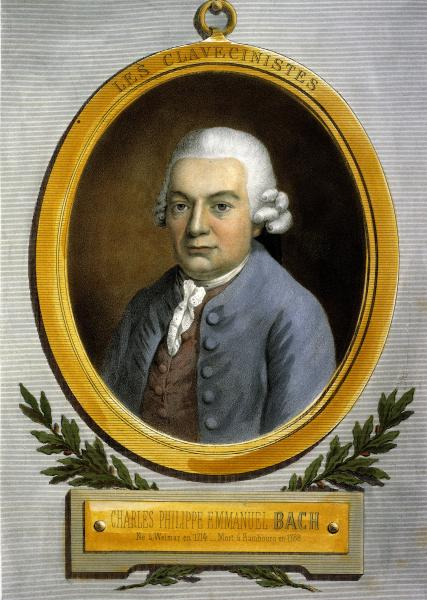
作曲家カール・フィリップ・エマヌエル・バッハ(1714-1788)誕生。古典派音楽の基礎を築いた。

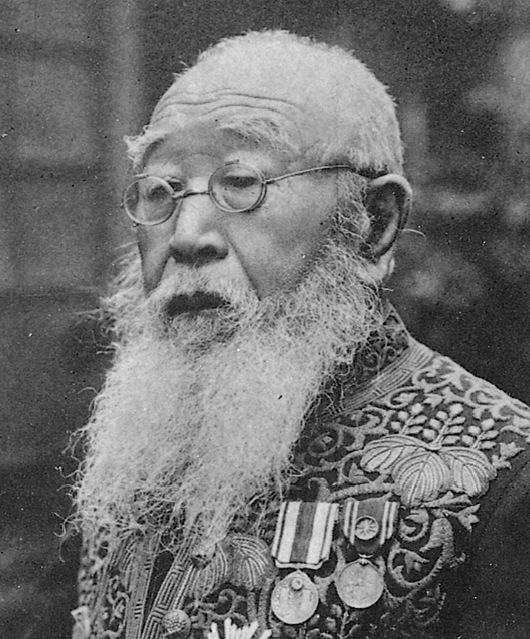
彫刻家高村光雲(1852-1934)誕生。上野恩賜公園の西郷隆盛像は光雲の作である。

- 1293年（永仁元年1月29日） - 北畠親房、公家（+ 1354年）
- 1566年 - カルロ・ジェズアルド、作曲家（+ 1613年）
- 1714年 - カール・フィリップ・エマヌエル・バッハ、作曲家（+ 1788年）
- 1748年 - ウィレム5世、オラニエ公（+ 1806年）
- 1799年 - サイモン・キャメロン、アメリカ合衆国陸軍長官（+ 1889年）
- 1804年 - アルヴァン・クラーク、天文学者、望遠鏡製作者（+ 1887年）
- 1852年（嘉永5年2月18日） - 高村光雲、彫刻家（+ 1934年）
- 1859年 - ケネス・グレアム、小説家（+ 1932年）
- 1878年 - 平賀譲、造船工学者（+ 1943年）
- 1879年 - オットー・ハーン、物理学者（+ 1968年）
- 1882年 - 嶋田青峰、俳人（+ 1944年）
- 1886年 - エドワード・カルビン・ケンダル、生化学者（+ 1972年）
- 1886年 - 松井須磨子、女優（+ 1919年）
- 1891年 - 保科善四郎、海軍軍人、政治家（+ 1991年）
- 1892年 - チャールズ・ウィロビー、陸軍軍人、GHQ参謀第2部（G2）部長（+ 1972年）
- 1902年 - 山本栄一郎、元プロ野球選手（+ 1979年）
- 1904年 - 西村栄一、政治家（+ 1971年）
- 1905年 - 高橋貞樹、水平運動家（+ 1935年）
- 1907年 - コンスタンディノス・カラマンリス、政治家（+ 1998年）
- 1907年 - 守田勘彌 (14代目)、歌舞伎役者（+ 1975年）
- 1908年 - 宮城音弥、心理学者（+ 2005年）
- 1908年 - 桝嘉一、元プロ野球選手（+ 1981年）
- 1908年 - 中浜一三、俳優（+ 没年不詳）
- 1910年 - クレア・トレヴァー、女優（+ 2000年）
- 1913年 - 岡田誠三、小説家（+ 1994年）
- 1914年 - ヤーコフ・ゼルドビッチ、物理学者（+ 1987年）
- 1915年 - タピオ・ラウタヴァーラ、陸上競技選手、歌手、俳優（+ 1979年）
- 1917年 - 呉振宇、軍人（+ 1995年）
- 1919年 - 水上勉、小説家（+ 2004年）
- 1919年 - 田川亮三、政治家、元三重県知事（+ 1995年）
- 1920年 - ラインホルト・バルヒェット、ヴァイオリニスト（+ 1962年）
- 1921年 - シド・チャリシー、女優、ダンサー（+ 2008年）
- 1922年 - 水木しげる、漫画家（+ 2015年）
- 1922年 - ラルフ・ベア、発明家（+ 2014年）
- 1924年 - 三村勲、元プロ野球選手（+ 2012年）
- 1925年 - 山畠正男、法学者、弁護士、北海道大学名誉教授（+ 2016年）
- 1925年 - 木村浩、ロシア文学者（+ 1992年）
- 1926年 - 本島健三、測量技師、慈善家（+ 2014年）
- 1926年 - 笠井智一、元海軍軍人（+ 2021年）
- 1930年 - 金子辰雄、元アナウンサー
- 1932年 - 三浦公明、政治家、元千葉県君津市長（+ 2011年）
- 1933年 - 高木ブー、コメディアン、ウクレレ奏者（ザ・ドリフターズ）
- 1933年 - 澤村宗十郎 (9代目)、歌舞伎役者（+ 2001年）
- 1934年 - 町田行彦、元プロ野球選手
- 1934年 - クリスチャン・ウォルフ、作曲家
- 1934年 - 宮尾すすむ、タレント（+ 2011年）
- 1934年 - 千葉卓朗、フェンシング選手、指導者、政治家、元宮城県本吉郡本吉町長（+ 2011年）
- 1936年 - ガボール・ザボ、ジャズギタリスト（+ 1982年）
- 1938年 - 森滝義巳、元プロ野球選手
- 1939年 - 鎌田実、元プロ野球選手（+ 2019年）
- 1939年 - 劉詩昆、作曲家、ピアニスト
- 1941年 - 住吉重信、元プロ野球選手
- 1941年 - アレクセイ・ミーシン、フィギュアスケート選手
- 1941年 - スティーヴン・ルークス、社会学者、政治学者
- 1941年 - 大東隆行、実業家（+ 2013年）
- 1942年 - 布上清香、書家
- 1942年 - アン・パッカー、陸上競技選手
- 1942年 - ディック・アレン、元プロ野球選手（+ 2020年）
- 1943年 - 古橋信孝、日本文学研究者、武蔵大学名誉教授
- 1943年 - リン・レッドグレイヴ、女優（+ 2010年）
- 1943年 - はらたいら、漫画家（+ 2006年）
- 1944年 - ペペ・ロメロ、クラシックギター奏者
- 1945年 - アンゼルム・キーファー、画家
- 1946年 - ランディ・マイズナー、ミュージシャン（元イーグルス）（+ 2023年）
- 1947年 - 佐藤謙一郎、政治家
- 1947年 - ペギー・マーチ、歌手
- 1947年 - キャロル・ベイヤー・セイガー、ソングライター
- 1948年 - 篠ひろ子、女優
- 1948年 - 高橋利幸、指揮者
- 1948年 - 金子建志、音楽評論家、音楽学者、指揮者
- 1948年 - 加藤喜代美、レスリング選手、1972年ミュンヘン五輪金メダリスト
- 1948年 - 水谷邦久、元俳優
- 1948年 - 山根隆治、政治家（+ 2022年）
- 1949年 - 板橋文夫、ジャズ・ピアニスト、作曲家
- 1949年 - テオフィロ・クビジャス、元サッカー選手
- 1951年 - 鮎川いずみ、女優
- 1952年 - 国岡恵治、元プロ野球選手
- 1953年 - ジム・ライス、元プロ野球選手
- 1954年 - 上水流洋、元プロ野球選手
- 1954年 - 橘健治、元プロ野球選手
- 1956年 - 大沢在昌、小説家
- 1956年 - 佳那晃子、女優
- 1957年 - 堀江美都子、歌手
- 1957年 - 稲葉喜美子、シンガーソングライター
- 1957年 - ゼ・セルジオ、元サッカー選手、指導者
- 1958年 - 垂木勉、ナレーター、声優、俳優
- 1958年 - しげの秀一、漫画家
- 1958年 - ゲイリー・ニューマン、ミュージシャン
- 1959年 - マキ上田、元プロレスラー
- 1959年 - コヒル・ラスルゾダ、政治家
- 1960年 - 伊津野亮、ナレーター
- 1961年 - 衣笠拳次、俳優
- 1961年 - 青山美恵子、タレント
- 1961年 - 南麻衣子、タレント
- 1961年 - 三宅伸治、ミュージシャン（MOJO CLUB、ザ・タイマーズ）
- 1961年 - 江川達也、漫画家
- 1961年 - 牛尾奈緒美、経営学者、元アナウンサー
- 1964年 - 平松愛理、シンガーソングライター
- 1964年 - 三谷宏治、大学教授、元経営コンサルタント
- 1964年 - 反町康治、元サッカー選手、指導者
- 1964年 - 円谷浩、俳優（+ 2001年）
- 1965年 - あかほりさとる、小説家
- 1965年 - 白倉由美、小説家、漫画家
- 1965年 - こしたてつひろ、漫画家
- 1965年 - 大橋秀行、プロボクサー、大橋ボクシングジム会長
- 1965年 - 田辺学、元プロ野球選手
- 1966年 - 馬場口洋一、格闘家、元大相撲力士
- 1967年 - 角田光代、小説家
- 1967年 - 原晋、元マラソン選手、指導者
- 1967年 - 鈴木英之、野球指導者、元アマチュア野球選手
- 1968年 - 坂下たけとも、ギタリスト
- 1969年 - 桜樹ルイ、女優、元AV女優
- 1969年 - 竹内康博、スーツアクター
- 1969年 - 松本キック、お笑いタレント（松本ハウス）
- 1969年 - 藤井謙二、ミュージシャン（MY LITTLE LOVER、The Birthday）
- 1969年 - 森廣二、元プロ野球選手
- 1970年 - 笠原留美、声優
- 1970年 - 桜井和寿、ミュージシャン（Mr.Children）
- 1971年 - 小園竜一、ベーシスト
- 1972年 - 堀内公太郎、作家
- 1972年 - 千代の若秀則、元大相撲力士
- 1972年 - カリニコス・クレアンガ、卓球選手
- 1973年 - 千葉暢彦、ラジオパーソナリティー
- 1973年 - 旭鷲山昇、元大相撲小結、政治家
- 1973年 - 亜利弥’、プロレスラー（+2018年）
- 1974年 - 鈴木Daichi秀行、作曲家、編曲家、音楽プロデューサー、Studio Cubic Records社長
- 1974年 - 沖美穂、元自転車競技選手
- 1975年 - 浅木舞、声優
- 1975年 - こだまさおり、シンガーソングライター、作詞家
- 1976年 - 大沼心、アニメ監督
- 1976年 - フレディ・プリンゼ・ジュニア、俳優
- 1976年 - ハインズ・ウォード、アメリカンフットボール選手
- 1976年 - アニカ・ビルスタム、オリエンテーリング選手
- 1976年 - 青木伸輔、俳優
- 1976年 - フアン・エンカーナシオン、元プロ野球選手
- 1978年 - 塚下兼吾、ミュージカル俳優
- 1978年 - 小松由佳、声優
- 1978年 - 遠藤海成、漫画家、イラストレーター
- 1978年 - 須藤元気、格闘家、政治家
- 1978年 - 荒井沙紀、女流舟券師[12]、歌手（元シェキドル）
- 1980年 - 興津和幸、声優
- 1980年 - 橋本大翔、歌手、シンガーソングライター
- 1980年 - 平川雄一、ミュージシャン（ザ・ペンフレンドクラブ）
- 1980年 - 藤川優里、政治家
- 1980年 - 大須賀允、元プロ野球選手
- 1981年 - 柴やすよ、女優
- 1981年 - 前田知恵、女優
- 1981年 - 山崎裕太、俳優
- 1981年 - AZI a.k.a. 橋本悠一郎、アーティスト、モデル、俳優
- 1981年 - 加藤祐哉、プロボウラー、YouTuber
- 1981年 - 中村みな、元声優
- 1981年 - ティモ・ボル、卓球選手
- 1982年 - 福山健介、俳優
- 1982年 - 水野裕子、タレント
- 1982年 - 立川メンソーレ、落語家
- 1983年 - 藤澤ノリマサ、歌手
- 1984年 - 中川愛海、タレント
- 1984年 - 彰、ミュージシャン（UVERworld）
- 1984年 - 平野佳寿、プロ野球選手
- 1984年 - 西山麗、ソフトボール選手
- 1984年 - 林さやか、元タレント
- 1984年 - 山田恵里、元ソフトボール選手
- 1984年 - サーシャ・ブヤチッチ、バスケットボール選手
- 1985年 - 竹内実生、タレント
- 1985年 - 鎌田樹音[13]、ミュージシャン（FUZZY CONTROL）
- 1986年 - 承子女王、皇族、憲仁親王第一女子
- 1986年 - 渡部豪太、俳優
- 1986年 - 立本信吾、アナウンサー
- 1988年 - 立花彩野、タレント、グラビアアイドル（BeForU）
- 1988年 - 天海つばさ、AV女優
- 1989年 - 斉藤麻衣、タレント、アイドル（元美少女クラブ31）
- 1989年 - 松井恵理子、声優
- 1989年 - 金丸晃輔、バスケットボール選手
- 1990年 - 増田俊樹、俳優、声優
- 1990年 - 野崎純平、俳優
- 1990年 - 松本弥生、競泳選手
- 1990年 - クリスティニア・デバージ、歌手
- 1990年 - ペトラ・クビトバ、テニスプレーヤー
- 1991年 - 鈴木祐真、俳優
- 1991年 - 梅原裕一郎、声優
- 1991年 - 竹内涼、サッカー選手
- 1991年 - アンナ・カジャリナ、バレーボール選手
- 1991年 - ダヴィドソン・ダ・ルス・ペレイラ　サッカー選手
- 1992年 - 佐武宇綺、アイドル、歌手（9nine）
- 1992年 - 渡久山美月、アイドル（SiAM&POPTUNe）
- 1993年 - 藤永あおい、グラビアアイドル
- 1993年 - 中村米吉 (5代目)、歌舞伎役者
- 1993年 - 町田瑠唯、バスケットボール選手
- 1994年 - 篠原佑太、ミュージシャン（エドガー・サリヴァン、MINAMIS）
- 1994年 - 山本琢也、総合格闘家
- 1994年 - クリストファー・クリソストモ・メルセデス、プロ野球選手
- 1995年 - 幸映、ファッションモデル
- 1995年 - 小嶋菜月、元アイドル（元AKB48）
- 1997年 - 松井珠理奈、タレント、アイドル（元SKE48）
- 1997年 - 望夢、アイドル（元AXELL）
- 1997年 - 櫻井紗季、ファッションモデル、アイドル（元東京パフォーマンスドール）
- 1998年 - 山口乃々華、ダンサー、ファッションモデル、女優（元E-girls）
- 1998年 - 渡邉奏太、陸上選手
- 1999年 - 石原彪、プロ野球選手
- 2000年 - 武田航介、モデル、元子役
- 2000年 - 渡邊璃生、歌手、アイドル（元ベイビーレイズ）
- 2000年 - 鈴木新彩、アナウンサー
- 2000年 - 渡邊竜也、騎手
- 2000年 - 澤柳亮太郎、プロ野球選手
- 2000年 - 住吉輝紗良、フリースタイルスキー選手
- 2000年 - 本田功輝、元サッカー選手
- 2001年 - 和田桜子、元アイドル（元こぶしファクトリー）
- 2002年 - 灰塚宗史、俳優
- 2002年 - 斉藤立、柔道家
- 2009年 - 山口結愛、アイドル（AKB48）
- 生年不詳 - 髙地優吾、アイドル（SixTONES）
- 生年不詳 - 兼田めぐみ、声優
- 生年不詳 - 高坂宙、声優
- 生年不詳 - 布施雅英、声優
- 生年不詳 - 岬なこ、声優（Liella!）
- 生年不詳 - いちのへ瑠美、漫画家
- 生年不詳 - 坂下志麻、漫画家
- 生年不詳 - 文月晃、漫画家
- 生年不詳 - ゆーげん、イラストレーター、キャラクターデザイナー
- 生年不詳 - 松山航大、アナウンサー
- 生年不詳 - 坂本剛史、元アナウンサー

### 人物以外（動物など）
- 1990年 - ベガ、競走馬（+ 2006年）
- 1995年 - タマモストロング、競走馬
- 1995年 - マイネルラヴ、競走馬（+ 2012年）
- 2009年 ‐ ジャスタウェイ、競走馬
- 2011年 - エアアンセム、競走馬
- 2018年 - レイハリア、競走馬
- 2018年 - ソダシ、競走馬

## 忌日

### 人物

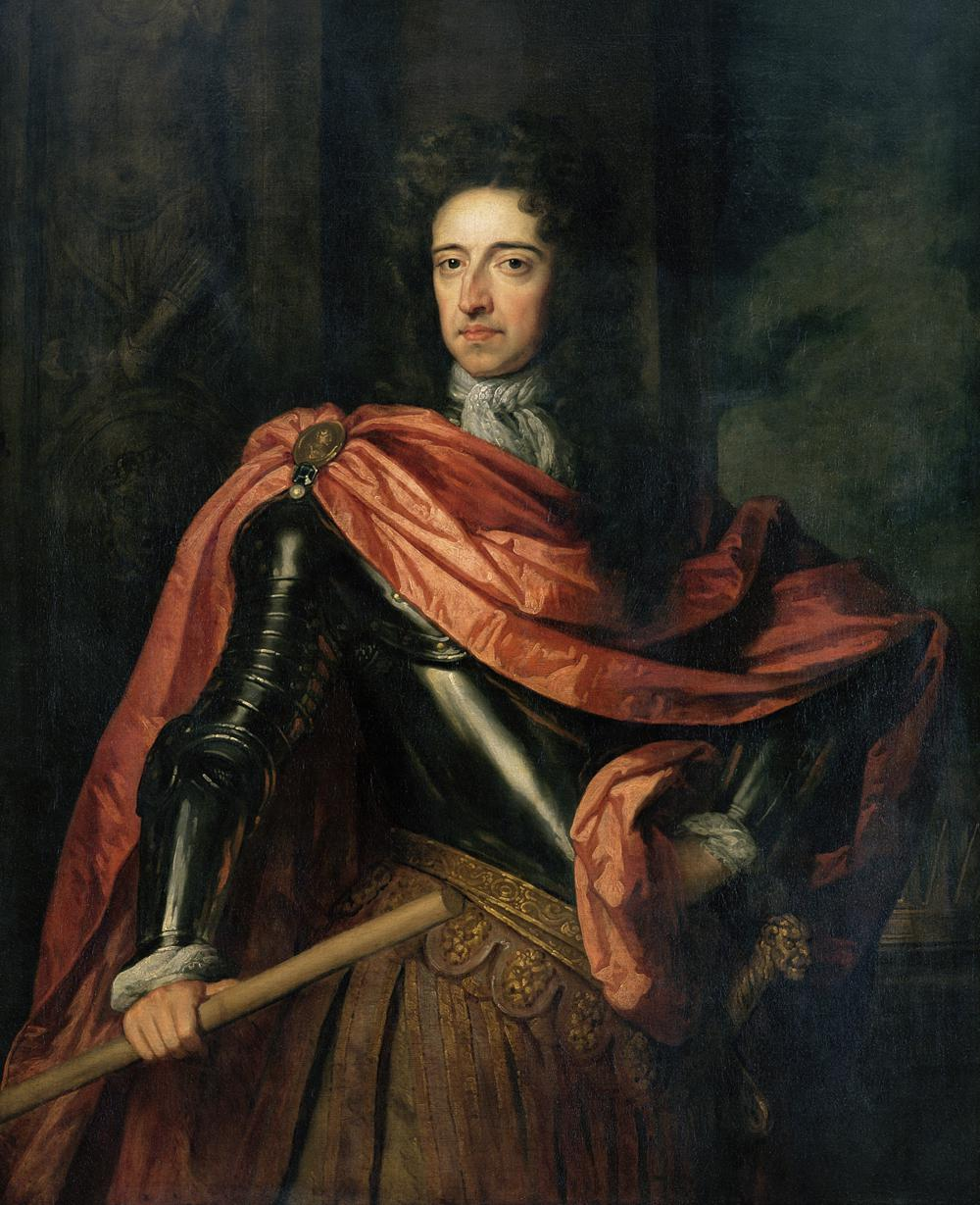
イングランド王ウィリアム3世(1650-1702)没。名誉革命で王位に就いた。

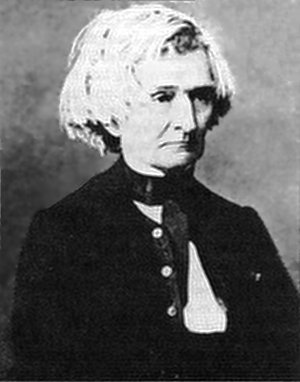
ロマン派音楽の作曲家エクトル・ベルリオーズ(1803-1869)没。

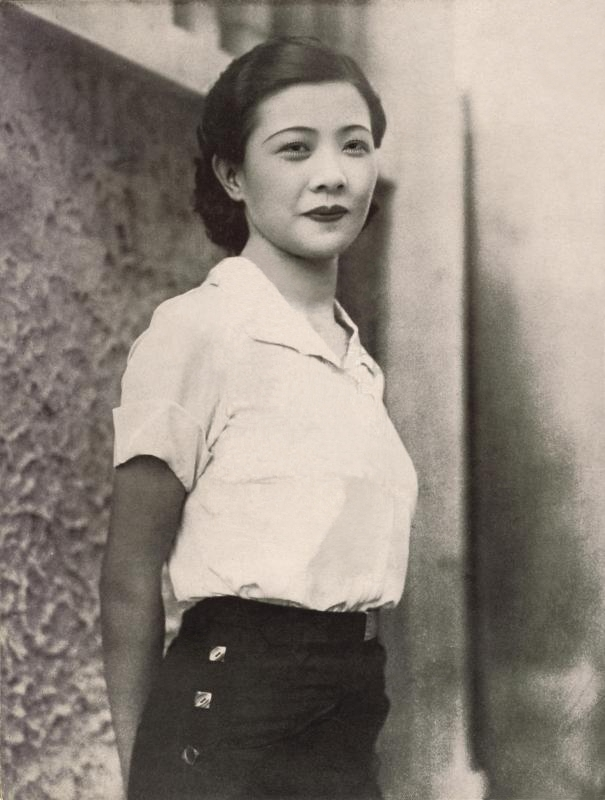
女優の阮玲玉(1910-1935)没。中国映画界の草分け的存在で、睡眠薬による自殺だった。

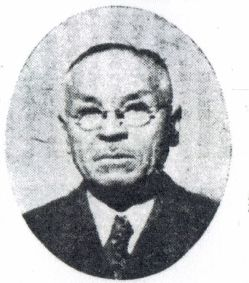
ヤンマー（現ヤンマーホールディングス）創業者山岡孫吉(1888-1962)没。世界初の小型ディーゼルエンジンを開発した。

- 790年（延暦9年2月18日） - 藤原浜成、奈良時代の公卿、歌人（* 724年）
- 1126年 - ウラカ、カスティーリャ王国女王（* 1082年）
- 1466年 - フランチェスコ・スフォルツァ、傭兵隊長、スフォルツァ家最初のミラノ公（* 1401年）
- 1666年（寛文6年2月3日） - 松平直政、初代松江藩主（* 1601年）
- 1702年 - ウィリアム3世、イングランド王（* 1650年）
- 1709年 - ウィリアム・カウパー、外科医、解剖学者（* 1666年）
- 1786年（天明6年2月9日） - 手島堵庵、心学者（* 1718年）
- 1817年 - アンナ・マリア・レングレン（英語版）、詩人（* 1754年）
- 1837年 - ドミンゴス・セケイラ、画家（* 1768年）
- 1844年 - カール14世ヨハン、ベルナドッテ王朝初代スウェーデン王（* 1763年）
- 1865年 - ヘラルト・ビルデルス、画家（* 1838年）
- 1869年 - エクトル・ベルリオーズ、作曲家（* 1803年）
- 1871年（明治4年1月18日） - 鍋島直正（閑叟）、第10代佐賀藩主（* 1814年）
- 1874年 - ミラード・フィルモア、政治家、第13代アメリカ合衆国大統領（* 1800年）
- 1889年 - ジョン・エリクソン、発明家（* 1803年）
- 1900年 - 外山正一、社会学者、教育者、元東京帝国大学（現東京大学）総長、第11代文部大臣（* 1848年）
- 1917年 - フェルディナント・フォン・ツェッペリン、飛行船技術者（* 1838年）
- 1923年 - ヨハネス・ファン・デル・ワールス、物理学者、ノーベル物理学賞受賞者（* 1837年）
- 1925年 - ジュリエット・ウィッツマン、画家（* 1866年）
- 1927年 - マリー・スパルタリ・スティルマン、画家（* 1844年）
- 1928年 - 久宮祐子内親王、昭和天皇第二皇女（* 1927年）
- 1929年 - 渡瀬庄三郎、動物学者（* 1862年）
- 1929年 - 児島虎次郎、洋画家（* 1881年）
- 1930年 - ウィリアム・タフト、政治家、第27代アメリカ合衆国大統領（* 1857年）
- 1935年 - 小藤文次郎、地質学者（* 1856年）
- 1935年 - 阮玲玉、映画女優（* 1910年）
- 1938年 - ウィリアム・ブルックス、農学者（* 1851年）
- 1940年 - 恒久王妃昌子内親王、明治天皇第六皇女、竹田宮恒久王妃（* 1888年）
- 1941年 - シャーウッド・アンダーソン、小説家（* 1876年）
- 1942年 - ホセ・ラウル・カパブランカ、第3代チェスの公式世界チャンピオン（* 1888年）
- 1944年 - 梅村蓉子、女優（* 1903年）
- 1946年 - フレデリック・ランチェスター、自動車工学・航空工学エンジニア（* 1868年）
- 1946年 - 肥沼信次、医学者（* 1908年）
- 1948年 - フルス・ベーチェット、医師（* 1889年）
- 1950年 - ヤロスラフ・コチアン、ヴァイオリニスト、作曲家（* 1883年）
- 1956年 - 織田一磨、芸術家、版画家（* 1882年）
- 1957年 - オトマール・シェック、作曲家（* 1886年）
- 1961年 - トーマス・ビーチャム、指揮者（* 1879年）
- 1961年 - 松平晃、歌手（* 1911年）
- 1962年 - 山岡孫吉、実業家、ヤンマー（現ヤンマーホールディングス）創業者（* 1888年）
- 1964年 - レナータ・ボルガッティ、ピアニスト（* 1894年）
- 1971年 - ハロルド・ロイド、喜劇俳優（* 1893年）
- 1974年 - 香月泰男、画家（* 1911年）
- 1975年 - ジョージ・スティーヴンス、映画監督（* 1904年）
- 1975年 - 遊佐正憲、水泳選手（* 1915年）
- 1978年 - 桂文治 (9代目)、落語家（* 1892年）
- 1979年 - 小尾十三、小説家、教師（* 1908年）
- 1980年 - 吾妻ひな子、漫才師（* 1924年）
- 1981年 - 道面豊信、実業家、元味の素社長（* 1888年）
- 1983年 - ウィリアム・ウォルトン、作曲家（* 1902年）
- 1987年 - 古垣鉄郎、ジャーナリスト、外交官（* 1900年）
- 1987年 - 小林禎作、物理学者、雪学者（* 1925年）
- 1990年 - エルッキ・アールトネン、作曲家、ヴィオラ奏者、指揮者（* 1910年）
- 1991年 - 多田雄幸、ヨットマン（* 1930年）
- 1992年 - 荒牧鉄雄、英文学者、英語教育者、青山学院女子短期大学名誉教授（* 1900年）
- 1994年 - 田中不破三、鉄道官僚、政治家（* 1901年）
- 1995年 - 五味川純平、小説家（* 1916年）
- 1997年 - ジェリー・ハスコック、アニメーター（* 1911年）
- 1997年 - 加藤陸奥雄、生物学者、昆虫学者（* 1911年）
- 1997年 - 刈田元司、英米文学者、翻訳家、上智大学名誉教授（* 1912年）
- 1997年 - 山崎巌、脚本家、小説家（* 1929年）
- 1997年 - 池田満寿夫、版画家、作家（* 1934年）
- 1997年 - 鈴木誠一、声優（* 1947年）
- 1998年 - 大田耕士、教育者、版画家（* 1909年）
- 1999年 - ジョー・ディマジオ、プロ野球選手（* 1914年）
- 2001年 - ニネット・ド・ヴァロア、バレエダンサー、振付師（* 1898年）
- 2001年 - 田畑茂二郎、国際法学者（* 1911年）
- 2002年 - はせさん治、声優（* 1936年）
- 2002年 - ジャスティン・アホマデグベ、政治家、元ダオメー共和国（現ベナン共和国）大統領（* 1917年）
- 2002年 - ヤンスク・カヒッゼ、指揮者（* 1936年）
- 2004年 - 山原健二郎、政治家（* 1920年）
- 2005年 - 宮地佐一郎、作家（* 1924年）
- 2005年 - 石原正、鳥瞰図絵師（* 1937年）
- 2005年 - アスラン・マスハドフ、政治家、元チェチェン共和国第3代大統領（* 1951年）
- 2006年 - ローダ・ウィリアムズ、女優、声優（* 1930年）
- 2007年 - クルス・エルナンデス、スーパーセンテナリアン（* 1878年）
- 2007年 - 小林恭治、声優（* 1931年）
- 2007年 - ジョン・インマン、俳優（* 1935年）
- 2008年 - 藤井幸男、実業家、藤井パン3代目、元ドンク社長（* 1921年）
- 2009年 - 大塚恭男、医師、医史学者（* 1930年）
- 2009年 - 安田匡裕、プロデューサー、ディレクター（* 1943年）
- 2009年 - 伊藤隆大、俳優（* 1987年）
- 2010年 - ギィ・ラペビー、自転車競技選手、1936年ベルリン五輪金メダリスト（* 1916年）
- 2011年 - 国枝利通、プロ野球選手（* 1920年）
- 2011年 - 豊山鬼吉、政治家、元大相撲関取（* 1925年）
- 2011年 - 谷沢永一、文芸評論家、書誌学者、関西大学名誉教授（* 1929年）
- 2012年 - アーシュラ・ドロンケ、中世学者（* 1920年）
- 2012年 - 田中丸善司、実業家、元福岡玉屋社長、元佐賀玉屋社長（* 1931年）
- 2012年 - 森稔、実業家、元森ビル社長（* 1934年）
- 2012年 - 飯田和平、俳優、声優（* 1936年）
- 2014年 - 村越化石、俳人（* 1922年）
- 2014年 - 井上洋治、カトリック教会司祭（* 1927年）
- 2014年 - 木下秀雄、俳優、声優（* 1931年）
- 2014年 - ラリー・スコット、ボディビルダー（* 1938年）
- 2014年 - ジェラール・モルティエ、オペラ監督（* 1943年）
- 2014年 - あきやまるな、声優（* 1954年）
- 2015年 - 塩月弥栄子、茶道家（* 1918年）
- 2015年 - サム・サイモン、テレビプロデューサー（* 1955年）
- 2016年 - 三島哲男、実業家、三島食品創業者（* 1917年）
- 2016年 - ジョージ・マーティン、音楽プロデューサー（* 1926年）
- 2016年 - リチャード・ダヴァロス、俳優（* 1930年）
- 2016年 - 前田正二、アナウンサー（* 1936年）
- 2017年 - 李元簇、政治家（* 1923年）
- 2017年 - 森田浩一郎、医学博士（* 1925年）
- 2017年 - ジョージ・オラー、化学者、ノーベル化学賞受賞者（* 1927年）
- 2017年 - デイヴ・ヴァレンティン、ジャズフルート奏者（* 1952年）
- 2018年 - 鷲谷七菜子、俳人（* 1923年）
- 2018年 - ミルコ・ケレメン、作曲家（* 1924年）
- 2018年 - ケイト・ウィルヘルム、小説家（* 1928年）
- 2018年 - 福永正通、元東京都清掃局長、元東京都副知事、元東京地下鉄副社長 （* 1942年）
- 2018年 - トーゴ・D・ウェスト・ジュニア、軍人、政治家、元アメリカ合衆国退役軍人長官（* 1942年）
- 2019年 - ジョージ・ナイクルグ、チェリスト（* 1919年）
- 2019年 - ミヒャエル・ギーレン、指揮者、作曲家（* 1927年）
- 2020年 - 第11代長部文治郎、実業家、元大関（酒造会社）社長（* 1926年）
- 2020年 - マックス・フォン・シドー、俳優（* 1929年）
- 2020年 - 嘉納行光、元講道館館長、元全日本柔道連盟会長（* 1932年）
- 2020年 - ジョニー・ユン、俳優、コメディアン（* 1936年）
- 2021年 - ジュリアン・フランソワ・ツビンデン、作曲家、ピアニスト（* 1917年)
- 2021年 - ジブリル・タムシル・ニアヌ、歴史学者、劇作家、作家、ハワード大学・東京大学名誉教授（* 1932年）
- 2021年 - レアール・コーミエ、プロ野球選手（* 1967年）
- 2021年 - ジェイムス・マックゴウ、ギタリスト（* 1968年）
- 2022年 - ユリコ、ダンサー、振付師（* 1920年）
- 2022年 - レネー・クレメンチッチ、作曲家、指揮者（* 1928年）
- 2022年 - 鈴木勲、ジャズベーシスト（* 1933年）
- 2022年 - ロン・ペンバー、俳優（* 1934年）
- 2022年 - 石原典子、エッセイスト（* 1938年）
- 2022年 - 豊住満、実業家、太洋基礎工業創業者（* 1940年）
- 2023年 - バート・I・ゴードン、映画監督（* 1922年）
- 2023年 - トポル、俳優（* 1935年）
- 2023年 - 鈴木宏昭、認知科学者（* 1958年）
- 2024年 - 中元清吉、政治家、実業家、元愛媛県元西宇和郡伊方町長（* 1928年）
- 2024年 - ハーバート・クレーマー、物理学者、ノーベル物理学賞受賞者（* 1928年）
- 2024年 - 堀内厚生、地方公務員（* 1931年または1932年）
- 2025年 - アソル・フガード、劇作家、小説家、演出家、俳優（* 1932年）
- 2025年 - 中村洋二郎、弁護士（* 1935年）
- 2025年 - 藤平輝夫、政治家、元千葉県勝浦市長（* 1935年）
- 2025年 - マイケル・アマコスト、外交官、政治家（* 1937年）
- 2025年 - 宮地正介、政治家（* 1940年）

### 人物以外（動物など）
- 1935年 - 忠犬ハチ公、忠犬として知られる秋田犬（* 1923年）
- 2021年 - ネオユニヴァース、競走馬、種牡馬（* 2000年）

## 記念日・年中行事

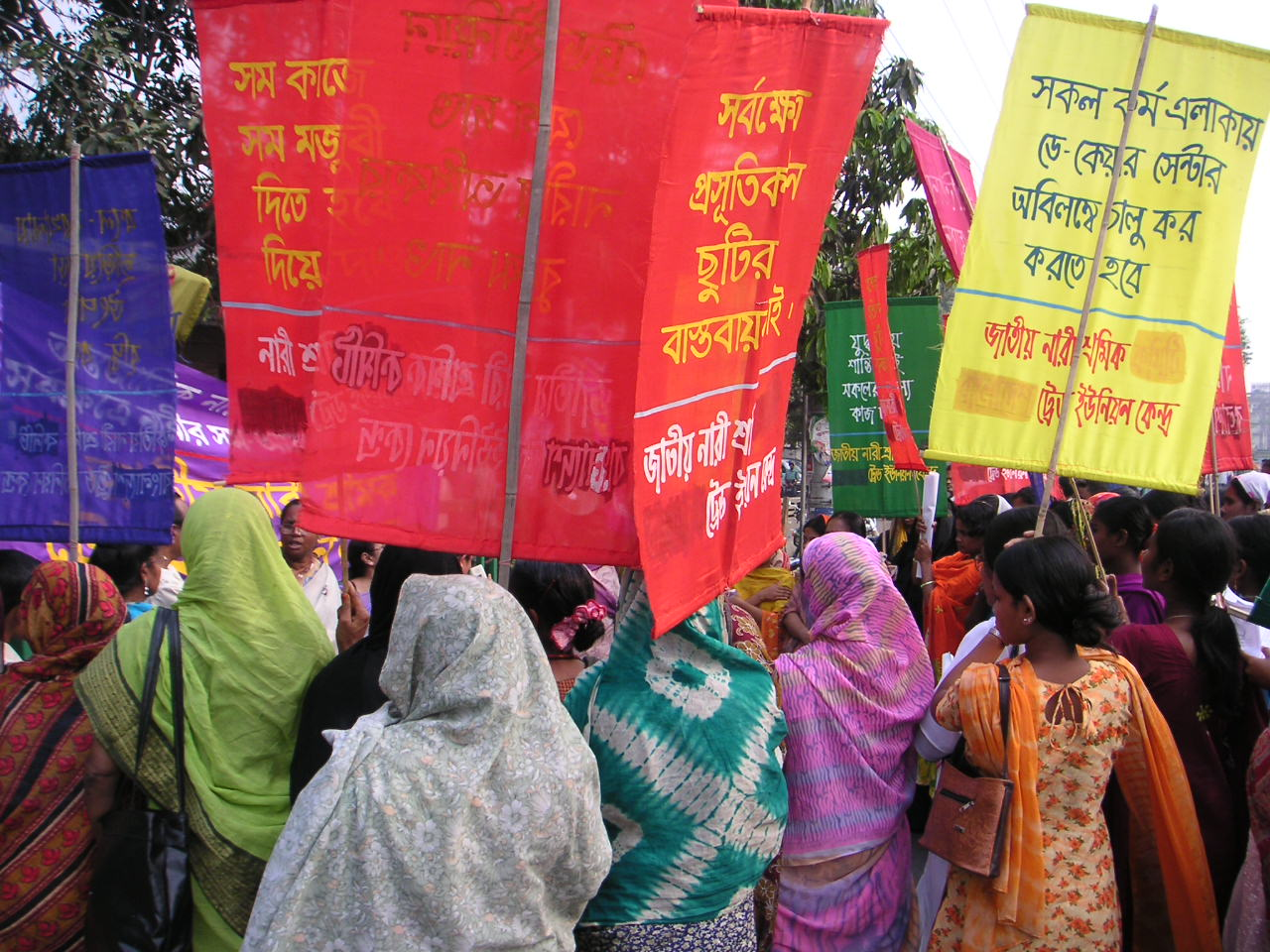
国際女性デー。1904年ニューヨークでの婦人参政権を求めるデモを起源とする。写真はバングラデシュのデモ

- 国際女性デー（ 世界）
1904年3月8日にニューヨークで女性労働者が婦人参政権を要求してデモを起こしたことに由来。
- ミモザの日（ イタリア）
イタリアでは「FESTA DELLA DONNA（フェスタ・デッラ・ドンナ）」『女性の日』とされ、男性が日ごろの感謝を込めて、女性に愛や幸福を呼ぶと言われるミモザ（フサアカシア）を贈る。
- 3月8日革命記念日（ シリア）
1963年のこの日、シリアでクーデターが起こりバアス党が実権を掌握した。
- 母子と助産師の日（ 日本）
村松志保子助産師顕彰会と 日本助産師会が制定。「さん(3)ば(8)」にちなみ、産婆・乳母の祖神として崇敬される高忍日売神社(愛媛県伊予郡松前町鎮座)に毎年全国各地の助産師が集いイベントを開催している。
- みつばちの日（ 日本）
全日本蜂蜜協同組合と日本養蜂はちみつ協会が制定。「みつ(3)ばち(8)」の語呂合せ。
- 土産の日（ 日本）
全国観光物産振興協会が制定。「み(3)や(8)げ」の語呂合せ。
- エスカレーターの日（ 日本）
1914年3月8日に、東京・上野の大正博覧会の会場に日本初のエスカレーターが設置され、運転試験が行われたことに由来。
- サワークリームの日（ 日本）
サワークリームのおいしさをより多くの人に知ってもらうことを目的に、1960年に業務用サワークリームを商品化した中沢乳業株式会社が制定。日付は、3と8で「サ（3）ワー（8）」と読むごろ合わせから[14]。
- さやえんどうの日（ 日本）
収穫の恵みを喜び、消費者に美味しいサヤエンドウをＰＲするため、和歌山県と鹿児島県のJA（連合会）が協力し、「さやえんどうの日」を制定。日付は、「3（さ）」と「8（や）」の語呂合わせから[15]。
- サンワの日（ 日本）
岡山県岡山市に本社を置くサンワサプライ株式会社が制定。同社のことをさらに知ってもらうことが目的。日付は、「サン（3）ワ（8）」と読む語呂合わせから[16]。
- 三矢の日（ 日本）
広島県安芸高田市が制定。同市生産の優良な農産物として認定する「三矢(みつや)ブランド」をPRすることが目的。ブランド名は、毛利元就の三本の矢の言い伝えに由来。日付は3と8で三矢と読む語呂合わせから[17]。
- 三板（サンバ）の日（ 日本）
代表的な琉球楽器「三板（サンバ）」の素晴らしさを、多くの人に知ってもらおうと、沖縄三板協会（沖縄市）が制定。日付は、3と8でサンバと読む語呂合わせから[18]。
- 散髪の日（ 日本）
愛知県犬山市のヘアサロン「saloon hair」（サルーンヘアー）が制定。日付は、3（さん）8（ぱつ）の語呂合わせから。
- 鯖すしの日（ 日本）
滋賀県長浜市木ノ本町の北国街道（鯖街道）沿いにある老舗の鯖棒すし店「すし慶」が制定。日付は、3（サ）8（バ）の語呂合わせから。
- 雅の日（ 日本）
東京の目黒雅叙園が創業80周年を記念して制定。日付は、3（み）8（やび）の語呂合わせから。